# Шеферд (тренер)
Шеферд (англ. Mr. Shepherd) — англійський футболіст, по завершенні ігрової кар'єри — футбольний тренер.
Відомий, насамперед, як перший професійний тренер-легіонер баскської команди  «Атлетик».

## Біографія
Детальної біографії першого професійного тренера басків так і не вдалося розшукати футбольним дослідникам. Окрім невеличкої світлини з минулого століття та кількох фактів зі споминів минулого футболістів ветеранів —так й нічого не віднайдено.
Ймовірно, що Шеферд також був футболістом, оскільки клуби Європи, беручи собі в тренери англійця, намагалися розізнати більше про футбол і навчитися цієї гри. Тож по всій Європі поширилася плеяда колишніх англійських футболістів, які навчаючи місцеві колективи — продовжували себе в футболі. Очевидно, що таким же й був містер Шеферд: колишній футболіст, що вирішив спробувати себе в наставництві. Зі споминів футболістів видається, що він очолював баскських футболістів з кінця 1910 року.
Хоча Шеферд провів з командою лише кілька місяців, та йому вдалося переконати футболістів у зміні тактичного малюнку гри. Він настояв на веденні агресивної й швидкої гри із елементами єдиноборств та жорсткості. Наступні тренери продовжили стратегію Шеферда, що вилилося у специфічний баскський футбол.
На час управління Шефердом, очільники іспанської федерації футболу заопікувалися появою нових футбольних облич країни — навмисне усуваючи англійських легіонерів-футболістів з їхніх змагань. Опинившись під такими тисками та завищеними очікуваннями від самих басків, Шеферд розірвав контракт й подався до батьківщини (де і губляться його сліди). За ним виїхали й решту ангомовних гравців.